# Sougraigne
Sougraigne  est une commune française, située dans le sud du département de l'Aude en région Occitanie.
Sur le plan historique et culturel, la commune fait partie du massif des Corbières, un chaos calcaire formant la transition entre le Massif central et les Pyrénées. Exposée à un climat méditerranéen, elle est drainée par la Blanque, la Sals et par divers autres petits cours d'eau. La commune possède un patrimoine naturel remarquable composé de quatre zones naturelles d'intérêt écologique, faunistique et floristique.
Sougraigne est une commune rurale qui compte 127 habitants en 2022, après avoir connu un pic de population de 394 habitants en 1851. Ses habitants sont appelés les Sougraignois et ses habitantes les Sougraignoises.

## Géographie
La commune de Sougraigne est située sur le méridien de Paris, la Méridienne verte à la source de la Sals.

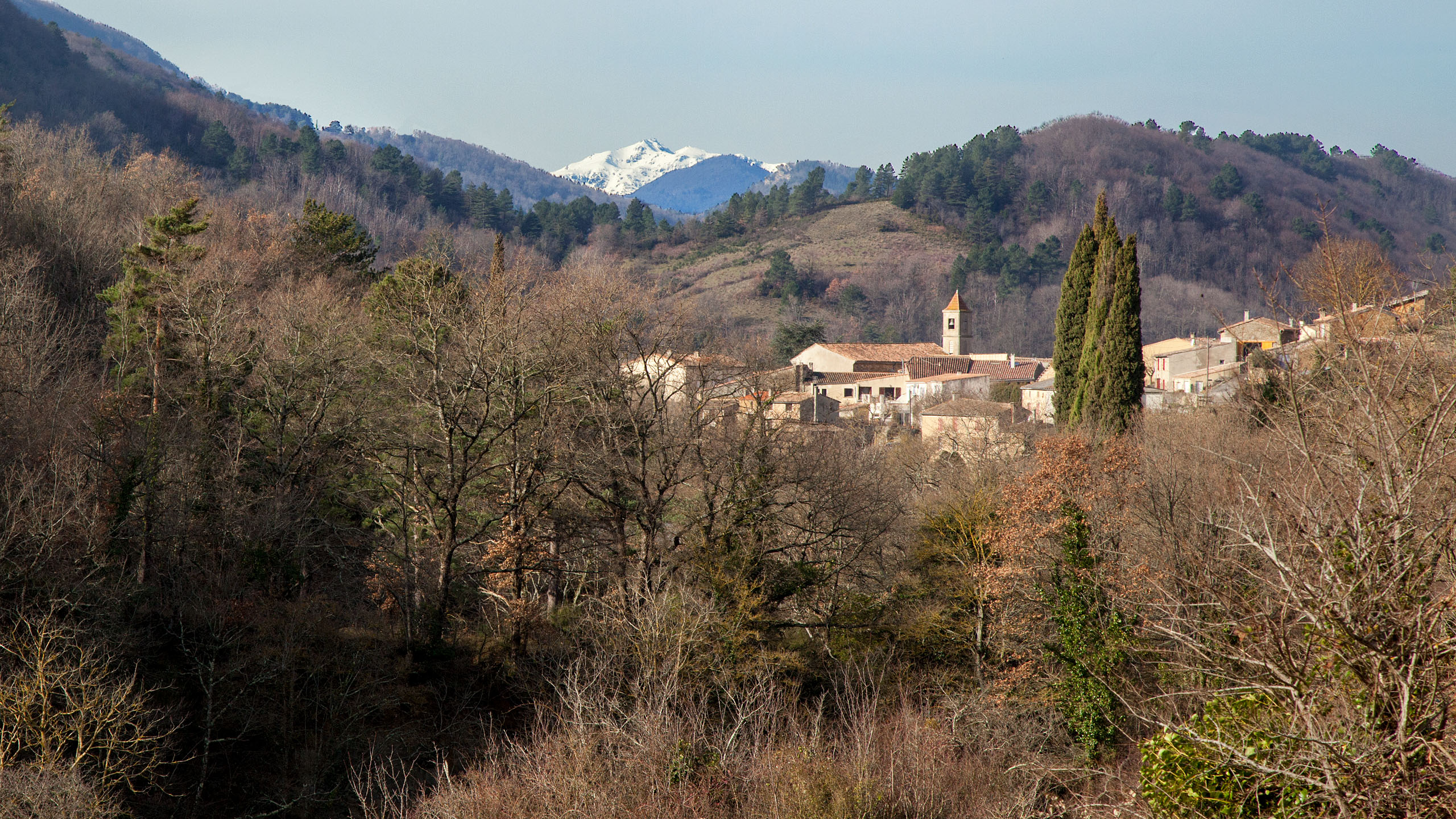
Le village vu de l'est.

### Communes limitrophes
Sougraigne est limitrophe de six autres communes dont un quadripoint.
Les communes limitrophes sont  Arques, Bugarach, Fourtou, Rennes-le-Château et Rennes-les-Bains.
|                   | Rennes-les-Bains | Arques                                |
| Rennes-le-Château | Sougraigne       | Fourtou                               |
|                   | Bugarach         | Camps-sur-l'Agly (par un quadripoint) |

### Géologie et relief
La superficie de la commune est de 1 843 hectares ; son altitude varie de 329  à   854 mètres.
De très nombreux fossiles ont été découverts sur la commune, comme des ammonites des genres Sonneratia et Schloenbachia, ou des cnidaires préhistoriques des genres Valliseris, Columnocoenia ou Brachycaulia.

### Voies de communication et transports
Accès avec l'ancienne route nationale 613.

### Hydrographie
La commune est dans la région hydrographique « Côtiers méditerranéens », au sein du bassin hydrographique Rhône-Méditerranée-Corse. Elle est drainée par la Blanque, la Sals, le ruisseau de Falgaïrousse, le ruisseau de la Coumo, le ruisseau du Caoussé et le ruisseau du Mourillou, qui constituent un réseau hydrographique de 18 km de longueur totale,.
La Blanque, d'une longueur totale de 14,7 km, prend sa source dans la commune de Saint-Louis-et-Parahou et s'écoule vers l'est puis se réoriente vers le nord-ouest. Elle traverse la commune et se jette dans la Sals à Rennes-les-Bains, après avoir traversé 5 communes.
La Sals, d'une longueur totale de 19,9 km, prend sa source dans la commune de  et s'écoule d'est en ouest, puis vers le nord, puis à nouveau vers l'ouest. Elle traverse la commune et se jette dans l'Aude à Couiza, après avoir traversé 5 communes.

### Climat
Pour des articles plus généraux, voir Climat de l'Occitanie et Climat de l'Aude.
En 2010, le climat de la commune est de type climat méditerranéen altéré, selon une étude s'appuyant sur une série de données couvrant la période 1971-2000. En 2020, Météo-France publie une typologie des climats de la France métropolitaine dans laquelle la commune est exposée à un climat de montagne ou de marges de montagne et est dans la région climatique Pyrénées orientales, caractérisée par une faible pluviométrie, un très bon ensoleillement (2 600 h/an), un air sec, particulièrement en hiver et peu de brouillards.
Pour la période 1971-2000, la température annuelle moyenne est de 12,6 °C, avec une amplitude thermique annuelle de 14,9 °C. Le cumul annuel moyen de précipitations est de 969 mm, avec 9,1 jours de précipitations en janvier et 4,9 jours en juillet. Pour la période 1991-2020, la température moyenne annuelle observée sur la station météorologique la plus proche, située sur la commune de Granès à 9 km à vol d'oiseau, est de 13,5 °C et le cumul annuel moyen de précipitations est de 724,6 mm,. Pour l'avenir, les paramètres climatiques de la commune estimés pour 2050 selon différents scénarios d’émission de gaz à effet de serre sont consultables sur un site dédié publié par Météo-France en novembre 2022.

### Milieux naturels et biodiversité
L’inventaire des zones naturelles d'intérêt écologique, faunistique et floristique (ZNIEFF) a pour objectif de réaliser une couverture des zones les plus intéressantes sur le plan écologique, essentiellement dans la perspective d’améliorer la connaissance du patrimoine naturel national et de fournir aux différents décideurs un outil d’aide à la prise en compte de l’environnement dans l’aménagement du territoire.
Trois ZNIEFF de type 1 sont recensées sur la commune :
- le « bois du pech de la Paille et du Trou de la Relhe » (328 ha), couvrant 4 communes du département[16] ;
- le « bois du Serbaïrou et de la Roche Tremblante » (189 ha), couvrant 3 communes du département[17] ;
- la « vallée de la Sals et la Fontaine sallée » (102 ha)[18] ;

et une ZNIEFF de type 2, : 
les « Corbières occidentales » (59 005 ha), couvrant 66 communes du département.

Carte des ZNIEFF de type 1 et 2 à Sougraigne.
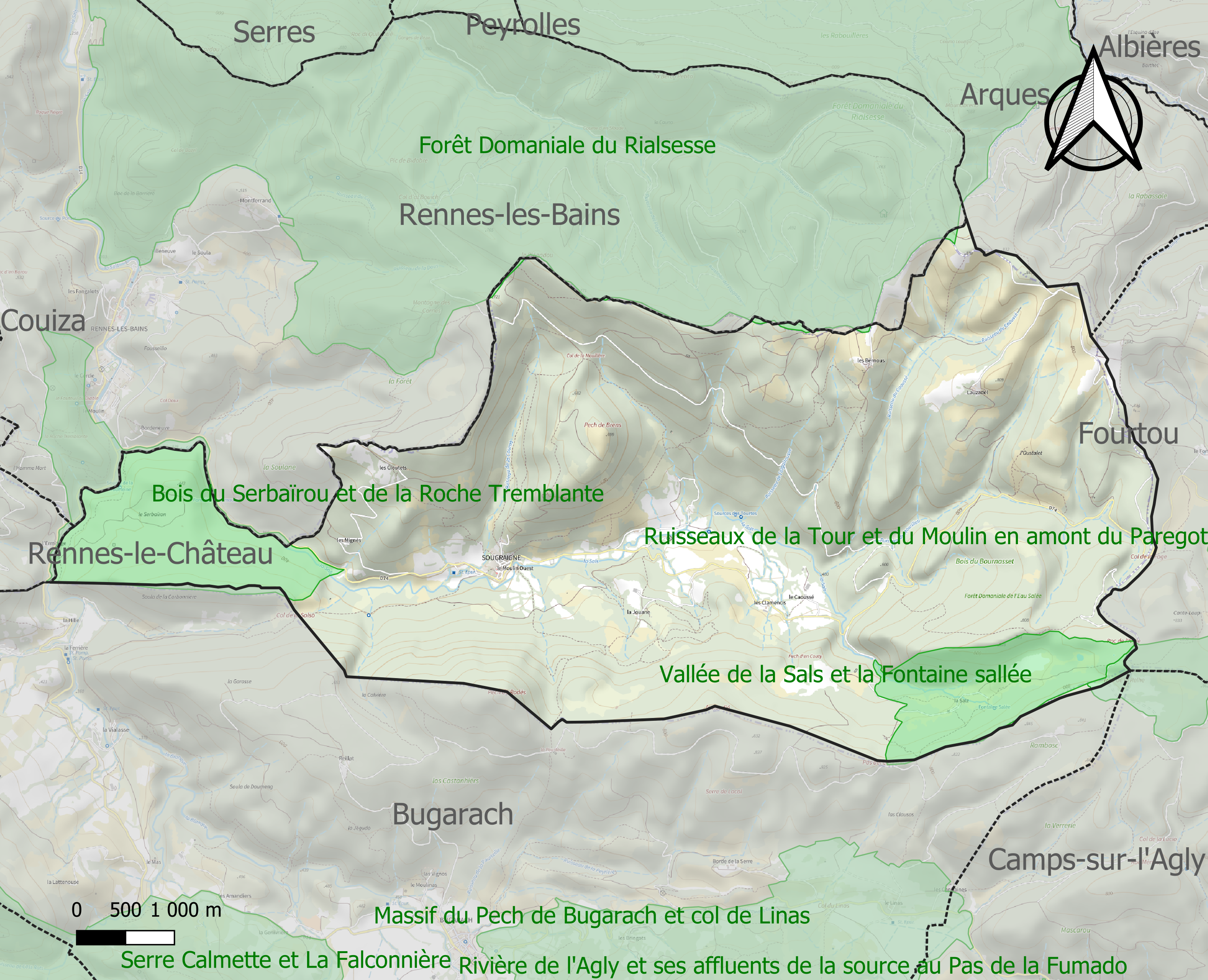
Carte des ZNIEFF de type 1 sur la commune.
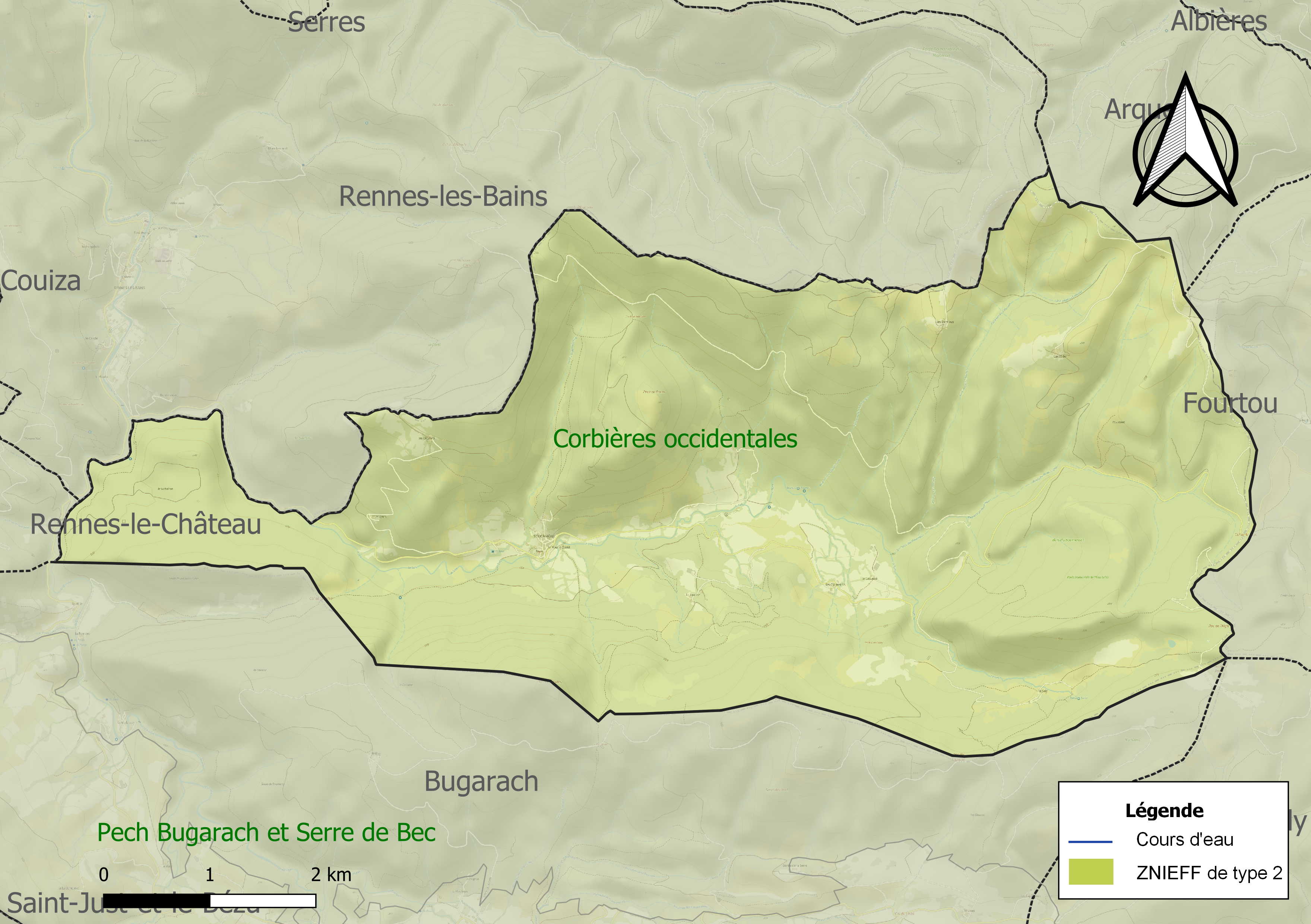
Carte de la ZNIEFF de type 2 sur la commune.

## Urbanisme

### Typologie
Au 1er janvier 2024, Sougraigne est catégorisée commune rurale à habitat dispersé, selon la nouvelle grille communale de densité à 7 niveaux définie par l'Insee en 2022.
Elle est située hors unité urbaine et hors attraction des villes,.

### Occupation des sols
L'occupation des sols de la commune, telle qu'elle ressort de la base de données européenne d’occupation biophysique des sols Corine Land Cover (CLC), est marquée par l'importance des forêts et milieux semi-naturels (84,7 % en 2018), une proportion identique à celle de 1990 (84,7 %). La répartition détaillée en 2018 est la suivante : 
forêts (72,9 %), prairies (13,3 %), milieux à végétation arbustive et/ou herbacée (11,8 %), zones agricoles hétérogènes (2 %). L'évolution de l’occupation des sols de la commune et de ses infrastructures peut être observée sur les différentes représentations cartographiques du territoire : la carte de Cassini (XVIIIe siècle), la carte d'état-major (1820-1866) et les cartes ou photos aériennes de l'IGN pour la période actuelle (1950 à aujourd'hui).

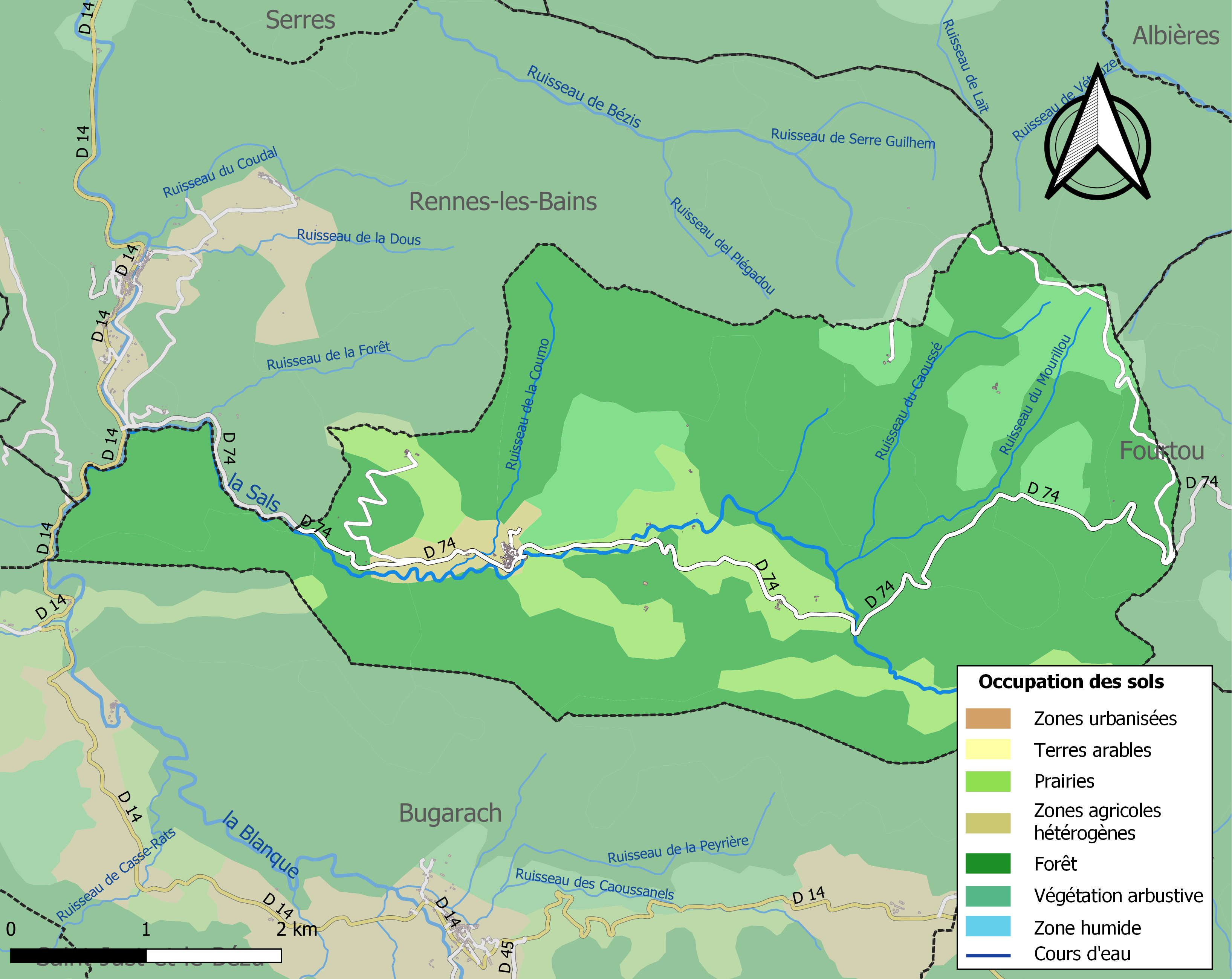
Carte des infrastructures et de l'occupation des sols de la commune en 2018 (CLC).

### Risques majeurs
Le territoire de la commune de Sougraigne est vulnérable à différents aléas naturels : météorologiques (tempête, orage, neige, grand froid, canicule ou sécheresse), feux de forêts et séisme (sismicité modérée). Un site publié par le BRGM permet d'évaluer simplement et rapidement les risques d'un bien localisé soit par son adresse soit par le numéro de sa parcelle.

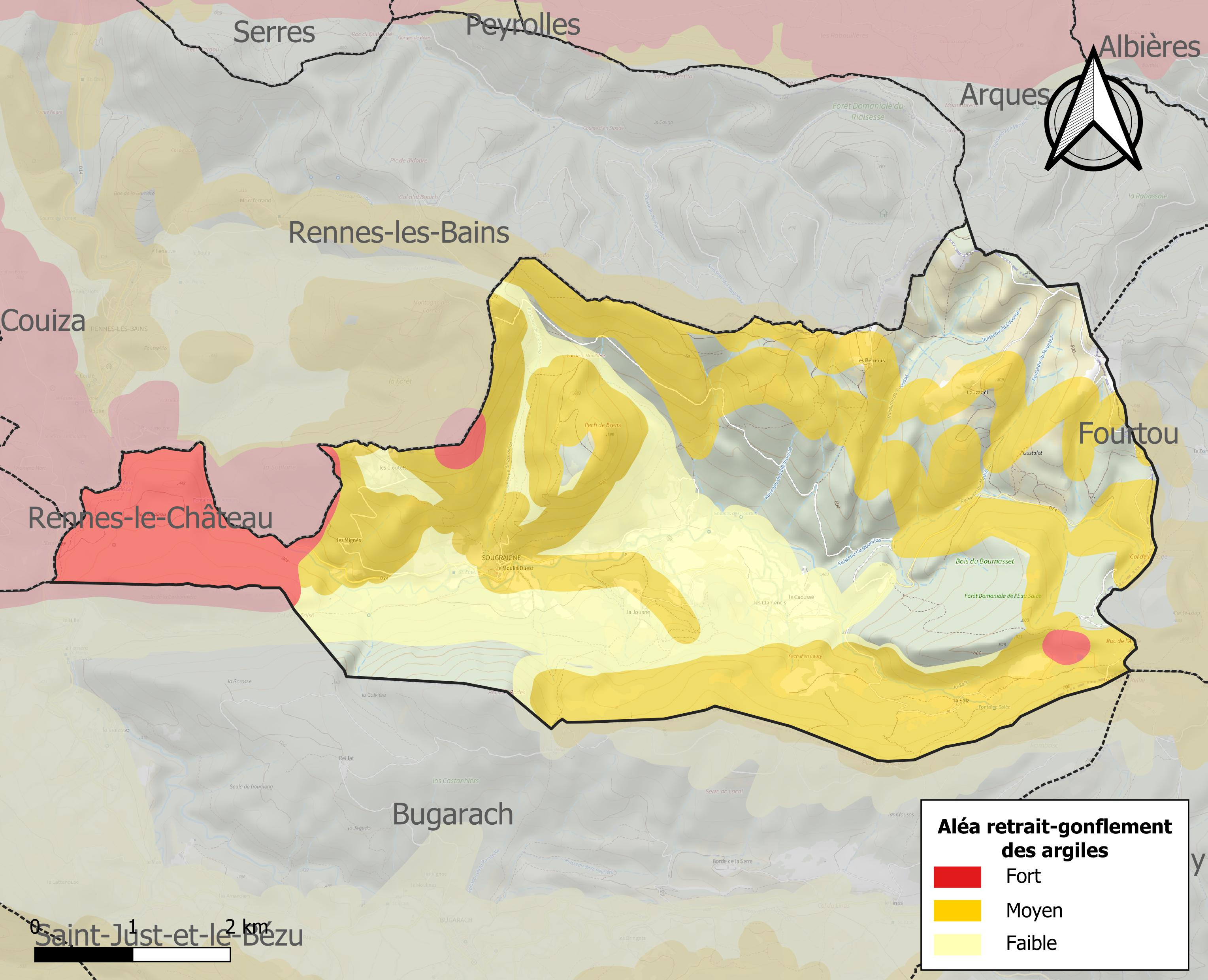
Carte des zones d'aléa retrait-gonflement des sols argileux de Sougraigne.

Le retrait-gonflement des sols argileux est susceptible d'engendrer des dommages importants aux bâtiments en cas d’alternance de périodes de sécheresse et de pluie. 54,4 % de la superficie communale est en aléa moyen ou fort (75,2 % au niveau départemental et 48,5 % au niveau national). Sur les 79 bâtiments dénombrés sur la commune en 2019, 63 sont en aléa moyen ou fort, soit 80 %, à comparer aux 94 % au niveau départemental et 54 % au niveau national. Une cartographie de l'exposition du territoire national au retrait gonflement des sols argileux est disponible sur le site du BRGM,.

## Histoire
Sougraigne a été créé, probablement, par les moines de l’abbaye de St-Polycarpe dont il dépendait. Ce très ancien monastère avait fondé des villages en dehors de sa circonscription, transformant certains oppidums wisigothiques perdus dans les montagnes.
En 1277 les dîmes de Sougraigne appartiennent à l'abbaye d'Alet-les-Bains.
Mentionné en 1231 dans l’assignat de Pierre de Voisins, Sougraigne est de nouveau cité en 1307 sous l’appellation de Villa. C’est François de Montesquieu de Rochefort qui est seigneur de Coustaussa et aussi de Sougraigne.
Sous la Révolution, on compte une cinquantaine de maisons.

## Politique et administration

### Administration municipale
Le nombre d'habitants au recensement de 2011 étant compris entre 0 et 99, le nombre de membres du conseil municipal pour l'élection de 2014 est de sept,.

### Liste des maires
| Période                                  | Période  | Identité               | Étiquette | Qualité |
| ---------------------------------------- | -------- | ---------------------- | --------- | ------- |
| 1959                                     | 1995     | Arsène Rivière         |           |         |
| mars 1995                                | 2020     | Jérôme Rousset         | PS        |         |
| mai 2020                                 | En cours | Nicole Socquet-Juglard |           |         |
| Les données manquantes sont à compléter. |          |                        |           |         |

## Démographie
L'évolution du nombre d'habitants est connue à travers les recensements de la population effectués dans la commune depuis 1793. Pour les communes de moins de 10 000 habitants, une enquête de recensement portant sur toute la population est réalisée tous les cinq ans, les populations de référence des années intermédiaires étant quant à elles estimées par interpolation ou extrapolation. Pour la commune, le premier recensement exhaustif entrant dans le cadre du nouveau dispositif a été réalisé en 2006.

En 2022, la commune comptait 127 habitants, en évolution de +13,39 % par rapport à 2016 (Aude : +2,65 %, France hors Mayotte : +2,11 %).
| 1793 | 1800 | 1806 | 1821 | 1831 | 1836 | 1841 | 1846 | 1851 |
| ---- | ---- | ---- | ---- | ---- | ---- | ---- | ---- | ---- |
| 220  | 289  | 309  | 352  | 335  | 390  | 384  | 370  | 394  |

| 1856 | 1861 | 1866 | 1872 | 1876 | 1881 | 1886 | 1891 | 1896 |
| ---- | ---- | ---- | ---- | ---- | ---- | ---- | ---- | ---- |
| 346  | 300  | 278  | 286  | 269  | 268  | 259  | 248  | 238  |

| 1901 | 1906 | 1911 | 1921 | 1926 | 1931 | 1936 | 1946 | 1954 |
| ---- | ---- | ---- | ---- | ---- | ---- | ---- | ---- | ---- |
| 194  | 187  | 183  | 153  | 130  | 121  | 118  | 113  | 102  |

| 1962 | 1968 | 1975 | 1982 | 1990 | 1999 | 2006 | 2011 | 2016 |
| ---- | ---- | ---- | ---- | ---- | ---- | ---- | ---- | ---- |
| 97   | 53   | 48   | 56   | 65   | 54   | 77   | 80   | 112  |

| 2021 | 2022 | - | - | - | - | - | - | - |
| ---- | ---- | - | - | - | - | - | - | - |
| 125  | 127  | - | - | - | - | - | - | - |

| selon la population municipale des années : | 1968 | 1975 | 1982 | 1990 | 1999 | 2006 | 2009 | 2013 |
| Rang de la commune dans le département      | 415  | 408  | 386  | 369  | 334  | 341  | 334  | 337  |
| Nombre de communes du département           | 439  | 436  | 435  | 437  | 438  | 438  | 438  | 438  |

## Économie

### Emploi
| Division       | 2008   | 2013   | 2018   |
| -------------- | ------ | ------ | ------ |
| Commune        | 23,3 % | 18,8 % | 14,7 % |
| Département    | 10,2 % | 12,8 % | 12,6 % |
| France entière | 8,3 %  | 10 %   | 10 %   |

En 2018, la population âgée de 15 à 64 ans s'élève à 70 personnes, parmi lesquelles on compte 70,6 % d'actifs (55,9 % ayant un emploi et 14,7 % de chômeurs) et 29,4 % d'inactifs,. Depuis 2008, le taux de chômage communal (au sens du recensement) des 15-64 ans est supérieur à celui de la France et du département.
La commune est hors attraction des villes,. Elle compte 25 emplois en 2018, contre 19 en 2013 et 19 en 2008. Le nombre d'actifs ayant un emploi résidant dans la commune est de 42, soit un indicateur de concentration d'emploi de 58,6 % et un taux d'activité parmi les 15 ans ou plus de 58,6 %.
Sur ces 42 actifs de 15 ans ou plus ayant un emploi, 24 travaillent dans la commune, soit 56 % des habitants. Pour se rendre au travail, 68,3 % des habitants utilisent un véhicule personnel ou de fonction à quatre roues, 2,4 % les transports en commun, 4,8 % s'y rendent en deux-roues, à vélo ou à pied et 24,4 % n'ont pas besoin de transport (travail au domicile).

### Activités hors agriculture

#### Secteurs d'activités
16 établissements sont implantés  à Sougraigne au 31 décembre 2019.
Le secteur du commerce de gros et de détail, des transports, de l'hébergement et de la restauration est prépondérant sur la commune puisqu'il représente 31,3 % du nombre total d'établissements de la commune (5 sur les 16 entreprises implantées  à Sougraigne), contre 32,3 % au niveau départemental.

#### Entreprises
La viticulture : blanquette de Limoux, Haute-vallée-de-l'aude (IGP), crémant-de-limoux, Languedoc (AOC), Limoux (AOC).

### Agriculture
|               | 1988 | 2000 | 2010 | 2020 |
| ------------- | ---- | ---- | ---- | ---- |
| Exploitations | 12   | 6    | 8    | 9    |
| SAU (ha)      | 427  | 373  | 476  | 349  |

La commune est dans le Pays de Sault, une petite région agricole occupant le sud-ouest du département de l'Aude, également dénommée localement « Pyrénées centrales et pays de Sault ». En 2020, l'orientation technico-économique de l'agriculture  sur la commune est l'élevage d'équidés et/oud' autres herbivores. Neuf exploitations agricoles ayant leur siège dans la commune sont dénombrées lors du recensement agricole de 2020 (12 en 1988). La superficie agricole utilisée est de 349 ha,,.

### Enseignement
Sougraigne fait partie de l'académie de Montpellier.

### Culture et festivités
Lavandière de nuit

### Activités sportives
Chasse, pétanque,

## Culture locale et patrimoine

### Lieux et monuments
- La source salée (source de la Sals).
- Église Saint-Étienne de Sougraigne.

### Héraldique
| Blason de Sougraigne | Blason  | De sinople aux trois billettes d'or posées en bande et rangées en barre. |
| Blason de Sougraigne | Détails | Le statut officiel du blason reste à déterminer.                         |